# Cerkiew św. Marii Magdaleny w Darmstadt
Cerkiew św. Marii Magdaleny – parafialna cerkiew prawosławna w Darmstadt, wzniesiona w latach 1897–1899.

## Historia

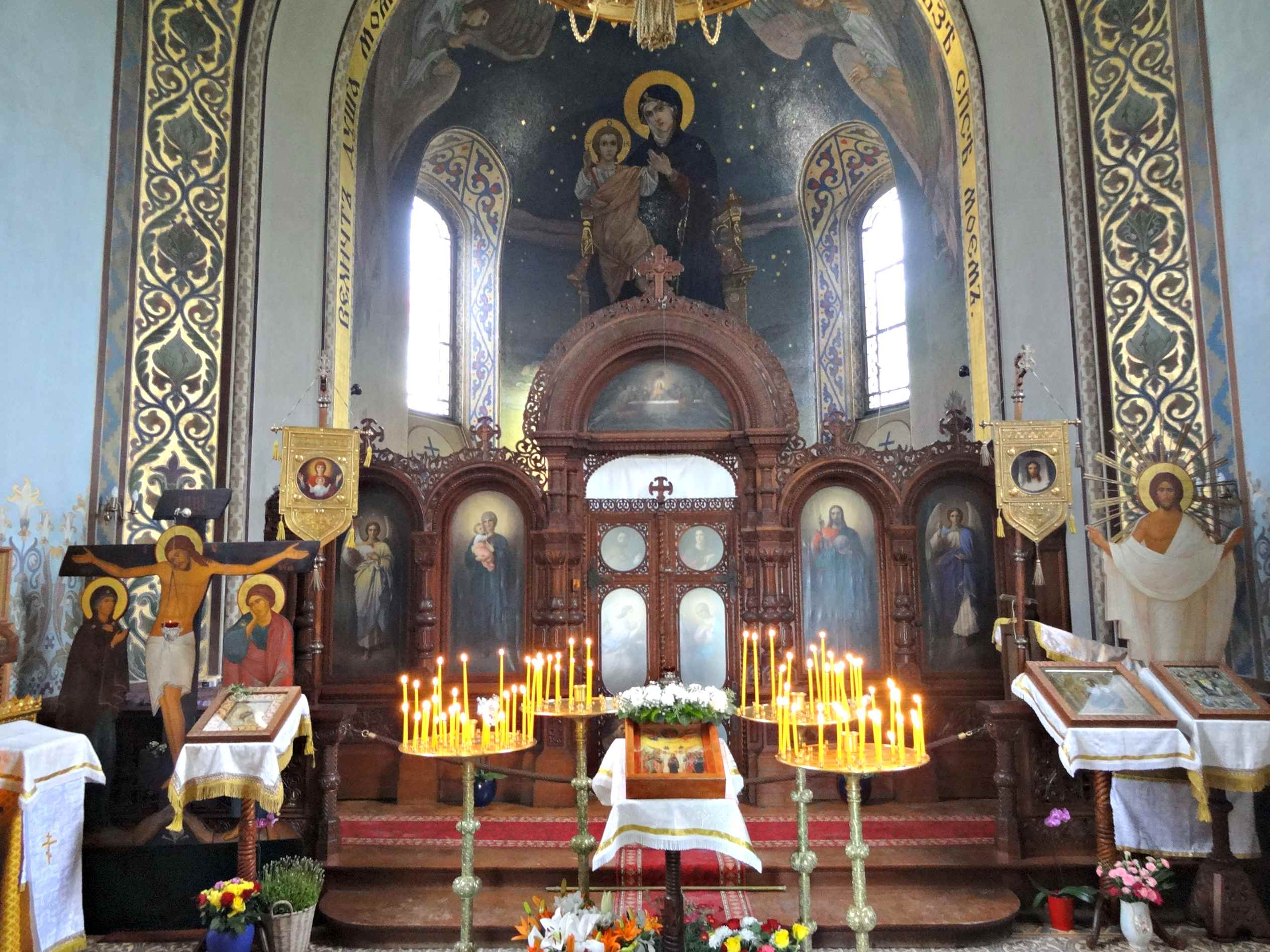
Ikonostas

Cerkiew w Darmstadt została wzniesiona z prywatnej fundacji cara rosyjskiego Mikołaja II z okazji ślubu z księżniczką heską Alicją, przyszłą carycą Aleksandrą Fiodorowną. Autorem projektu budynku był Leontij Benois. Łączny koszt wzniesienia cerkwi wyniósł 400 tys. marek. Para carska uczestniczyła zarówno w uroczystości położenia kamienia węgielnego, jak i w uroczystym poświęceniu świątyni 8 października 1899. Prace nad wykończeniem zewnętrznej dekoracji, której autorem był Iwan Wasniecow, trwały jeszcze dalsze cztery lata. Budynek cerkwi został wzniesiony na miejscu pokrytym ziemią przywiezioną z Rosji, co miało znaczenie symboliczne. 
Cerkiew uległa poważnym zniszczeniom w czasie bombardowań w czasie II wojny światowej, w latach 1954–1955 z pomocą finansową władz Darmstadt została częściowo odrestaurowana. Drugi poważny remont przeszła w pierwszych latach XXI wieku. Pozostaje w jurysdykcji Rosyjskiego Kościoła Prawosławnego poza granicami Rosji. 